# Сен-Жерменмон
Сен-Жерменмо́н (фр. Saint-Germainmont) — коммуна во Франции, находится в регионе Шампань — Арденны. Департамент коммуны — Арденны. Входит в состав кантона Асфельд. Округ коммуны — Ретель.
Код INSEE коммуны — 08381.
Коммуна расположена приблизительно в 150 км к северо-востоку от Парижа, в 65 км севернее Шалон-ан-Шампани, в 55 км к юго-западу от Шарлевиль-Мезьера.

## Население
Население коммуны на 2008 год составляло 800 человек.
| 1962 | 1968 | 1975 | 1982 | 1990 | 1999 | 2008 |
| ---- | ---- | ---- | ---- | ---- | ---- | ---- |
| 779  | 804  | 820  | 824  | 868  | 775  | 800  |

## Администрация
| Период | Период | Фамилия         | Партия | Должность |
| ------ | ------ | --------------- | ------ | --------- |
| 1945   | 1965   | Бреню Делаитр   |        |           |
| 1965   | 1971   | Жак Борнье      |        |           |
| 1971   | 1991   | Даниель Делаитр |        |           |
| 1991   | 1999   | Дени Лабар      |        |           |
| 2001   | 2007   | Жильбер Моро    |        |           |
| 2007   |        | Лиди Леонар     |        |           |

## Экономика
В 2007 году среди 453 человек в трудоспособном возрасте (15—64 лет) 319 были экономически активными, 134 — неактивными (показатель активности — 70,4 %, в 1999 году было 63,6 %). Из 319 активных работали 281 человек (147 мужчин и 134 женщины), безработных было 38 (20 мужчин и 18 женщин). Среди 134 неактивных 22 человека были учениками или студентами, 59 — пенсионерами, 53 были неактивными по другим причинам.

## Фотогалерея

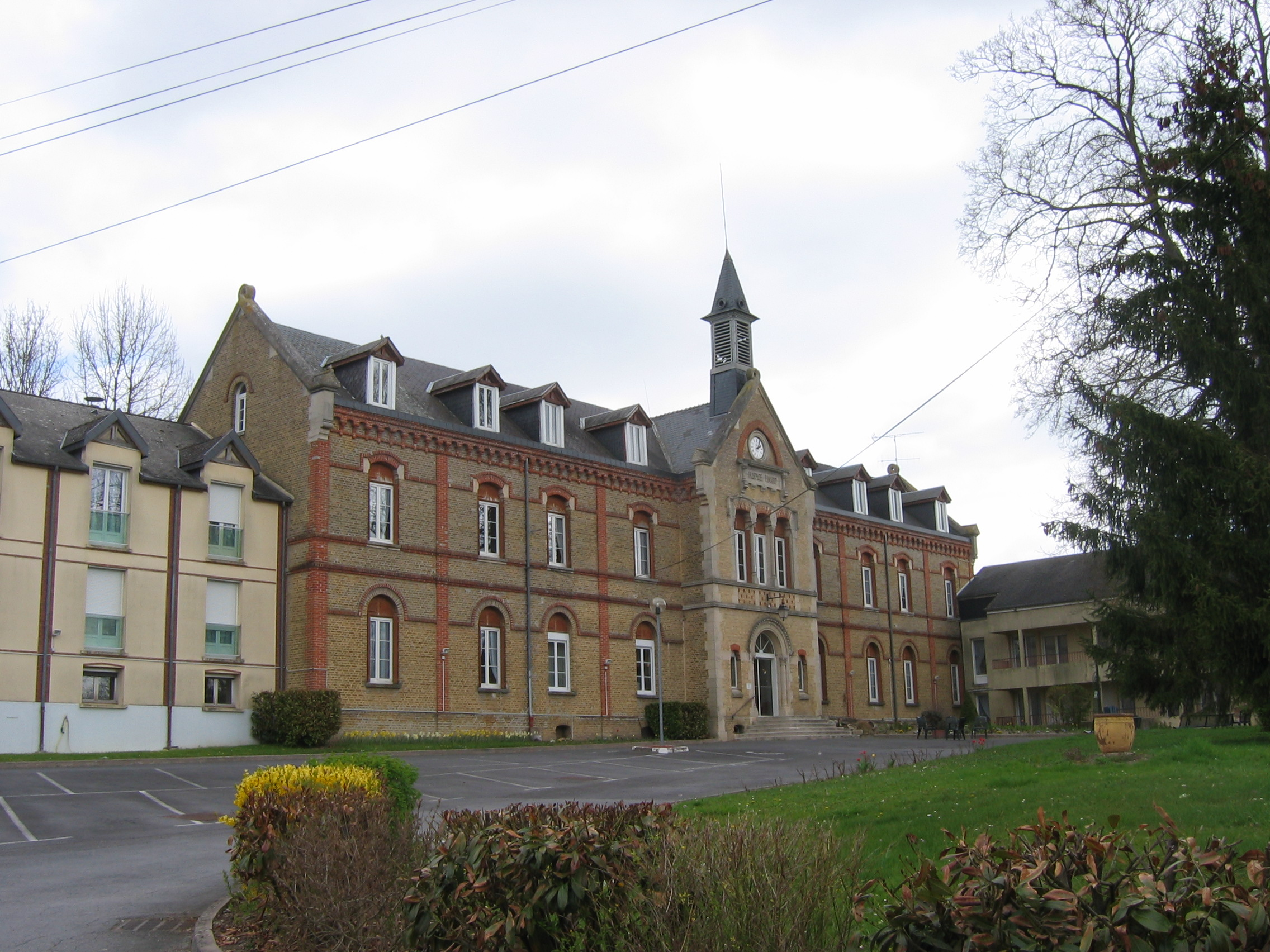
Хоспис
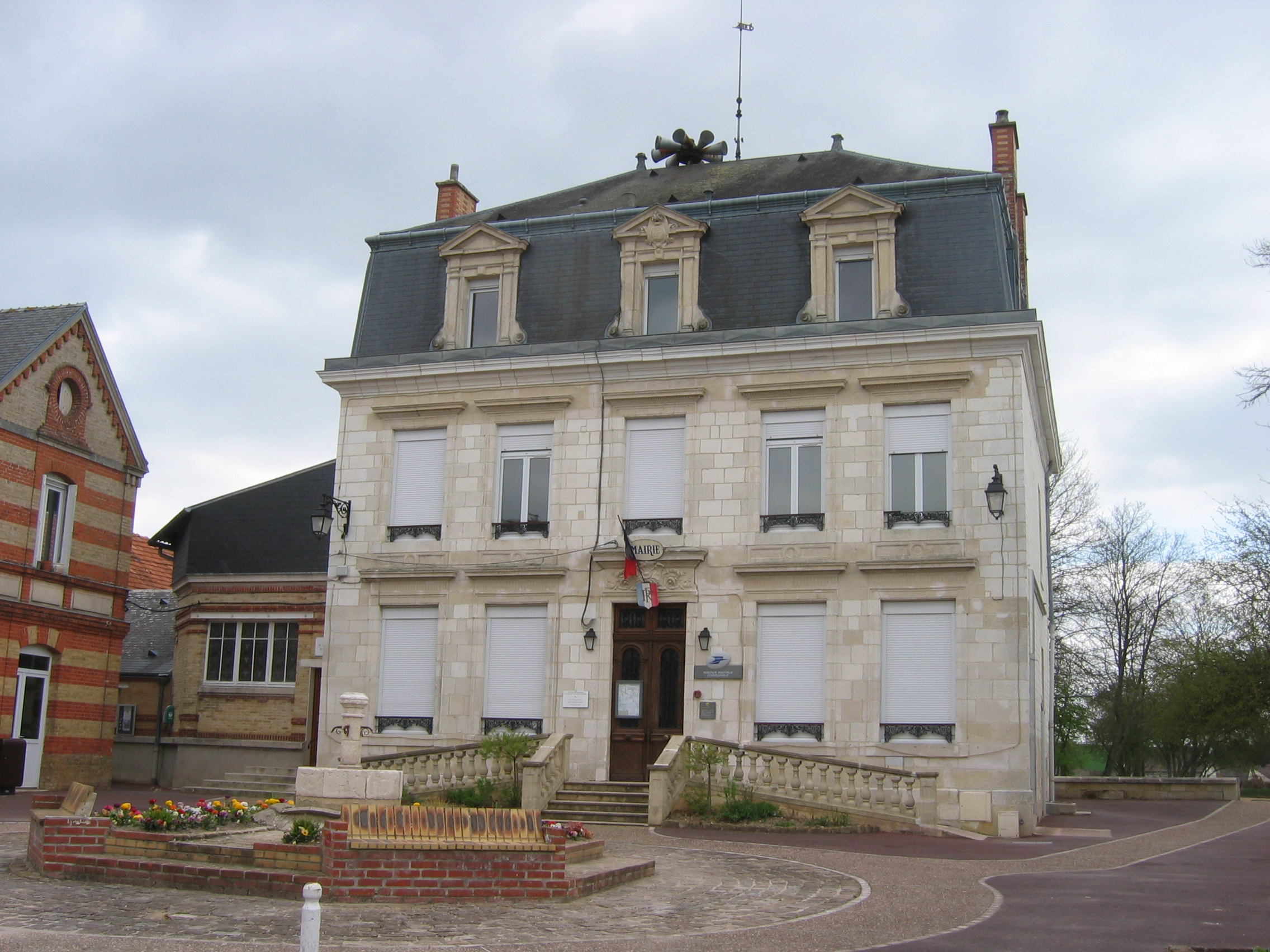
Мэрия
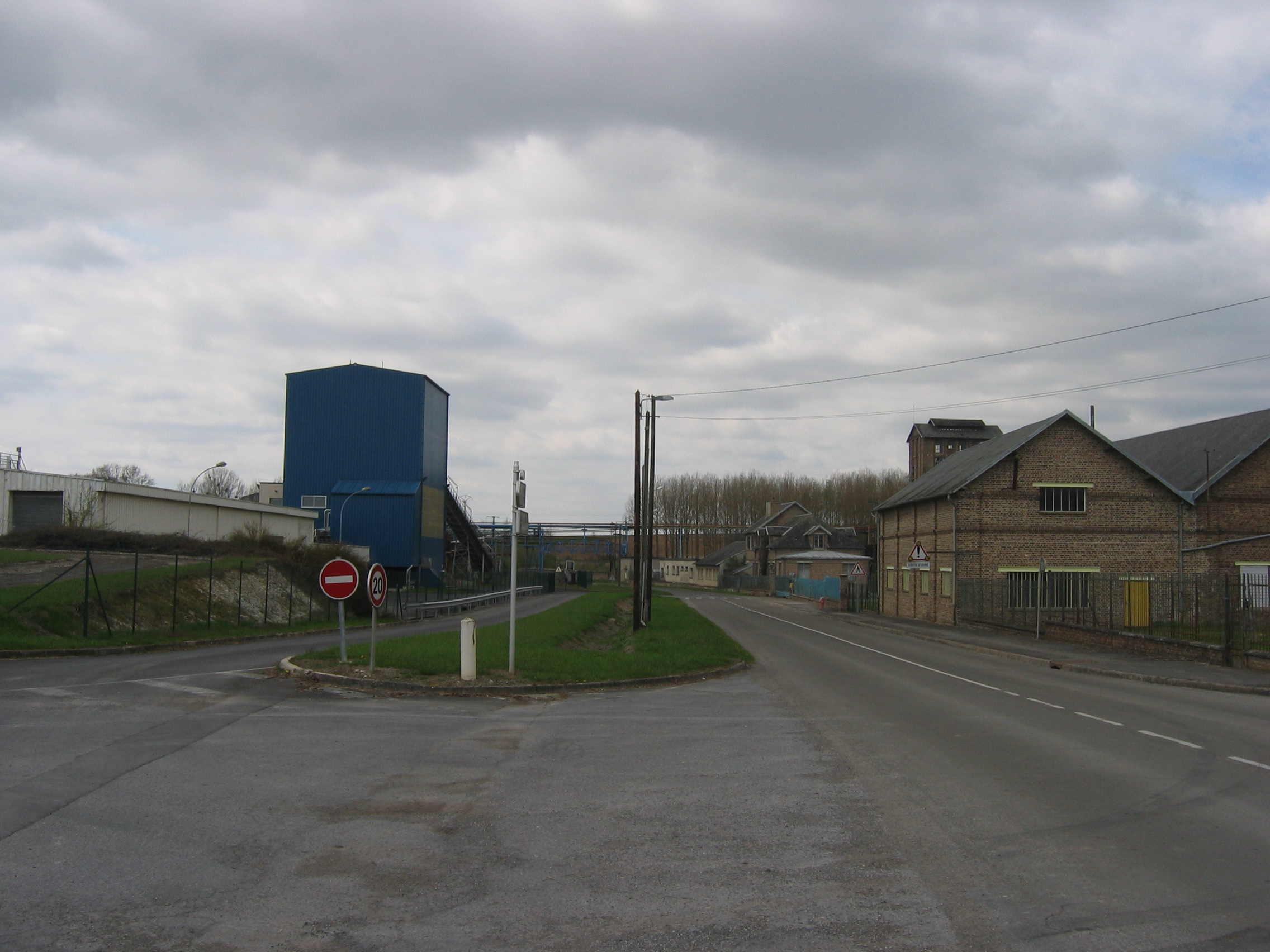
Бывший сахарный завод
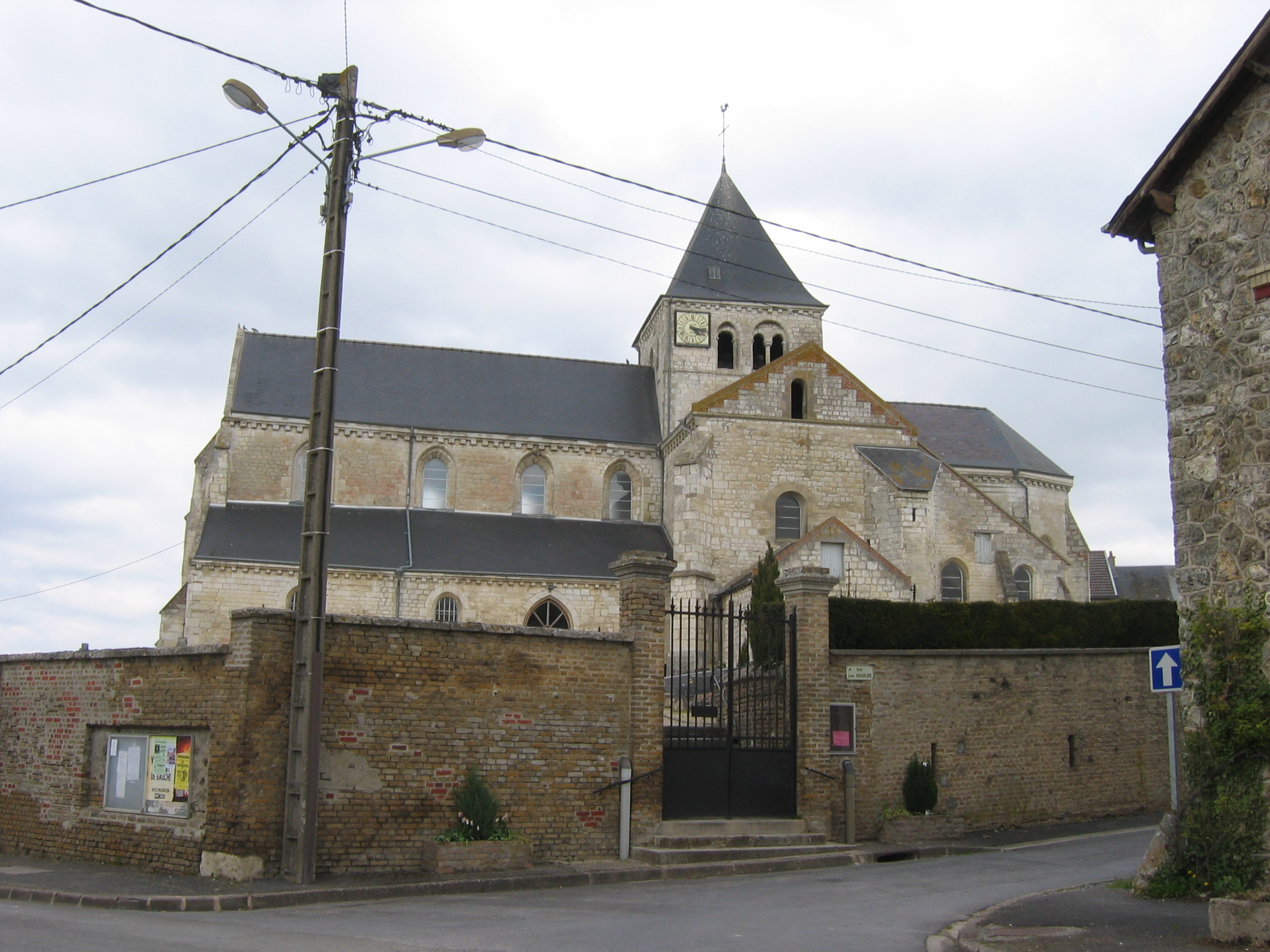
Церковь